# 挪威行政改革部
挪威行政改革部（挪威語：Fornyings-, administrasjons- og kirkedepartementet）是挪威政府的一個行政部門。挪威行政改革部於2006年由延斯·史托騰伯格的第二次內閣成立，當艾娜·瑟爾貝克的內閣於2013年10月就任時，該部由揚·托雷·桑納擔任部長。

## 權責
挪威行政改革部負責改革工作、資訊科技及制定競爭政策。該部必須向挪威議會負責。